# Christian Richardt
Ernst Christian Richardt (født 25. maj 1831 i København, død 18. december 1892 i Vemmetofte Sogn, begravet i Ørslev) var en dansk digter. Han blev gift 17. november 1865 med Marie Koës Hammerich, som overlevede ham.
Han blev student i 1848 fra Borgerdydskolen på Christianshavn, teologisk kandidat i 1857 og tog på en udenlandsrejse finansieret af Det anckerske Legat 1861-62. Christian Richardt var forstander for Tune Højskole 1866-71 og senere præst i Store Heddinge, Ørslev og Vemmetofte.
Salmen Altid frejdig, når du går er Christian Richardts mest kendte digt, men også sange som Venner, seer paa Danmarks Kort og Naar Egene knoppes begge fra samlingen Andre digte er stadig kendte. Han skrev librettoen til operaen Drot og Marsk, komponeret af Peter Heise.

## Liv og gerning
Fra Christianshavns Borgerdydskole, hvis bestyrer, M. Hammerich som hans lærer i dansk sprog og litteratur fik megen betydning for hans æstetiske udvikling, og hvor han sluttede venskab med Peter Heise, der komponerede melodier til hans viser, blev han 1848 dimitteret til universitetet. han blev teologisk kandidat i 1857, skønt han som student havde dyrket foreningslivet, poesien og musikken med langt større iver end studierne og undervist en del, særlig som huslærer i grosserer Alfred Hages hjem, hvor han blev kendt med Carl Ploug, som han blev stærkt påvirket af.

### Tidlig digtning
Hans første kendte digte fremkom for størstedelen i studenterforeningen, hvor allerede 1852 sangen "Mit fagre Hjem" vakte megen opmærksomhed og skaffede ham Chr. Hostrups venskab. Samme år fremkom, ligeledes i studenterforeningen, hans vaudeville "Deklarationen", der senere blev en del af Det kgl. Teaters repertoire, og nu fulgte i broget række af sange som "Jeg fryser, siger den Lærke graa", "Der er saa travlt i Skoven", og studentervisen "Vi er et lystigt Folkefærd"; nævnes bør det også, at han sammen med Hostrup udarbejdede den "Ruskantate", som har bevaret sin friskhed gennem et halvt århundrede.
Efter at være bleven kandidat udfoldede han en endnu større virksomhed som studenterforeningens digter; nævnes bør fra denne periode, ved siden af et "Romantisknationalt Karnevalsdrama", det ungdommeligt lystige "Kong Rosmer", viser som "O Danmark i din Kappe blaa", "En Skaal for det blinkende Søernes Baand" og "Frihed, du Nordens kække Mø". Det var dog først 1861, da hans tidligste, senere i en halv snes oplag trykte, samling af sange og andre lyriske poesier udkom under titlen "Smaadigte", at hans navn ret trængte ud i videre kredse. Man finder her foruden de forannævnte viser mange af de ypperste prøver på hans kunst, således de senere af alle danske kendte "Ved Løvspring", "Paa Kastelsvejen", "Lær mig, Nattens Stjerne", "Sov, mit Barn, sov længe", "Tulte" og "Hr. Mikkel". Som helhed er det lille bind fuldt karakteriserende for digteren og de forskellige sider af hans talent såvel som for det livssyn, hvoraf han fra sin tidligste ungdom til sin død var åren. Her som i hans senere virksomhed møder man i Richardt en lige så fin som sund og ærlig digterpersonlighed, i hvem inderlig fromhed som hos få andre er sammensmeltet med ægte livsglæde. Han var udstyret med rig sans for det komiske, men bag hans smil føler man altid hans rene og varme hjerte; han blev dybt grebet af livets alvor, men selv den dybeste skygge gennemtrængtes for hans syn af lyset fra det høje. Alt menneskeligt var ham kært, og for naturen i dens forskellige former og stemninger var hans sans åben; intet under da, at han — der for øvrigt i sin lærerpraksis angiveligt var tør og kedsommelig — i sin digtning viste en sjælden overtruffen forståelse såvel af børnene som af dyrene; man tænke blot på hans elskværdige og lunerige, altid rammende billedtekster.

### Udlandsrejse
Kort efter, at han havde udsendt sin første digtsamling, fik Richardt det Det anckerske Legat og rejste udenlands 1861-62; efter at have tilbragt en vinter i Rom gæstede han Palæstina. I 1864 udgav han "Nyere Digte", der er stærkt prægede af stemningerne fra krigstiden; i 1866 kom "Danmark i Billeder" samt den sammen med Gotfred Rode udgivne "Fortællinger og Vers for store og smaa".
Nogle år var han derefter forstander for Tune Folkehøjskole, men viste sig ikke særlig egnet og opgav den i 1870, hvorefter han bestemte sig til at søge præstekald. 1872—76 var han residerende kapellan i Store Heddinge, 1876—86 sognepræst i Ørsted på Fyn og fra sidstnævnte år til sin død i Vemmetofte. Af og til foretog han, til dels for sin sundheds skyld, mindre rejser til udlandet.

### Senere digtning
Som digter arbejdede han med usvækket friskhed, udviklede sig vel endog i retning af den tekniske virtuositet, der hvilede på hans enestående musikalske sans og evne, og gav sig endog af og til i kast med finere omfattende, ikke rent lyriske, emner. I 1878 opførte således Det kgl. Teater "Drot og Marsk", hvortil Richardt havde skrevet den åndfulde tekst, Heise musikken, og som stadig har holdt sig på repertoiret. Lyrikken var dog som før hans egentlige område, og tallet på hans digtsamlinger er ikke ringe; foruden de alt nævnte kom 1868 "Tekster og Toner", 1870 "Det hellige Land", 1874 "Billeder og Sange", 1878 "Halvhundrede Digte" med det for hans hele livsgerning så betegnende motto: "Glæden ved Guds grønne Jord, Glæden ved Guds Naade-Ord, de vil ikke kriges; Lærkesang og Klokkeklang, de kan godt forliges". 1879 fulgte "Billedtekster, gamle og ny", 1880 "Kantater og Digte", 1884 "Vaar og Høst". De sidste værker, han udgav, var "Fra Kysthospitalet paa Refsnæs", med billeder af Carl Møller, 1887, "Vort Land, et geografisk Digt", illustreret af Karl Larsen, 1883, og "Blandede Digte", 1891. Men endnu, da han 1892 led hårdt under den sygdom, der førte til døden, skrev han den klangfulde tekst til kantaten ved universitetets fest i anledning af kong Christian IX's guldbryllup samt forskellige mindre, gennemgående dybt alvorsfulde småting.

## Gravsted
Han er begravet på Ørslev Kirkegård.

## Hædersbevisninger
I 1876 var Christian Richardt sognepræst i Ørsted, på Vestfyn. Byen har en vej opkaldt efter digteren – Chr. Richardtsvej. Desuden er der i Ørsted by rejst en mindesten for Christian Richardt.
Han blev Ridder af Dannebrog 1887.